# Axel Erlandson
Axel Erlandson (né le 15 décembre 1884 et mort le 28 avril 1964) est un cultivateur américain d'origine suédoise dont le hobby était de façonner les arbres pour en faire des sculptures vivantes. En 1947, il a ouvert une sorte de parc d'attractions le « Circus Tree » non loin de Santa Cruz, où il a transplanté une soixantaine d'arbres mis en forme dans sa propriété de la vallée de San Joaquin.
Ses arbres apparaissent à douze reprises dans les colonnes de Ripley's Believe It or Not. En 1963, il revend son parc et meurt un an plus tard, emportant dans la tombe le secret de sa technique. La collection, laissée à l'abandon par son nouveau propriétaire, est rachetée en 1985 par un pépiniériste, Michael Bonfante, qui les transplante à Gilroy, où elle sera à l'origine d'un nouveau parc d'attractions thématique ouvert en 1981, les Bonfante Gardens, rebaptisés en 2007 Gilroy Gardens.

## Sources
- (en) Peter H. King, Going Out on Some Weird Limbs, Los Angeles Time, August 09, 2001 (articles.latimes.com)
- (fr) Axel ERLANDSON - ArboSculpteur